# Borgo Tossignano
Borgo Tossignano é uma comuna italiana da região da Emília-Romanha, província de Bolonha, com cerca de 3.010 habitantes. Estende-se por uma área de 29 km², tendo uma densidade populacional de 104 hab/km². Faz fronteira com Casalfiumanese, Casola Valsenio (RA), Fontanelice, Imola, Riolo Terme (RA).

## Demografia
| Variação demográfica do município entre 1861 e 2011                               |
|                                                                                   |
| Fonte: Istituto Nazionale di Statistica (ISTAT) - Elaboração gráfica da Wikipedia |